# Embalse de Las Conchas
El embalse de Las Conchas (en gallego: encoro das Conchas) es una infraestructura hidrológica construida en el río Limia, en el municipio de Lobera, provincia de Orense, Galicia, España.

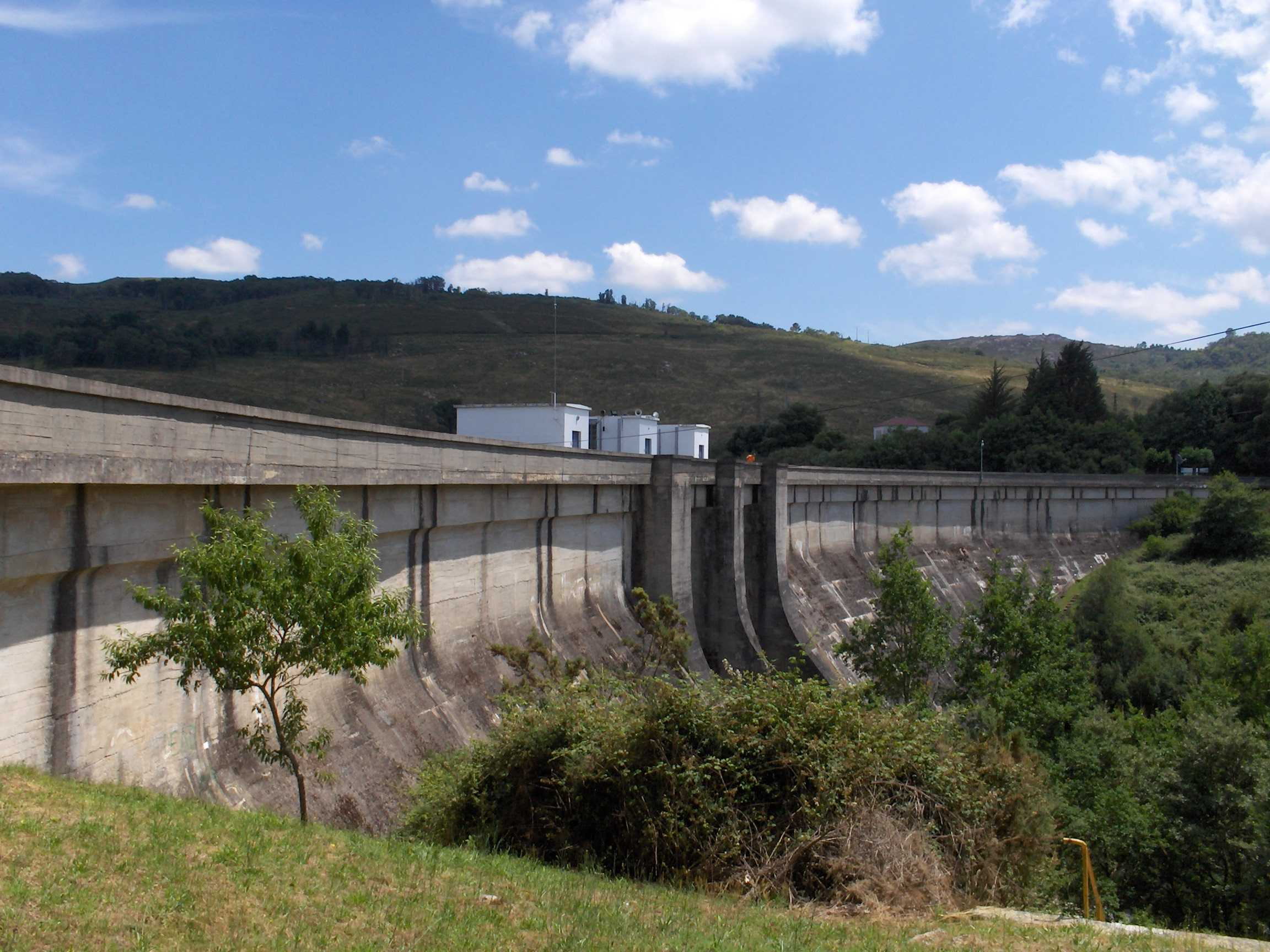
La presa

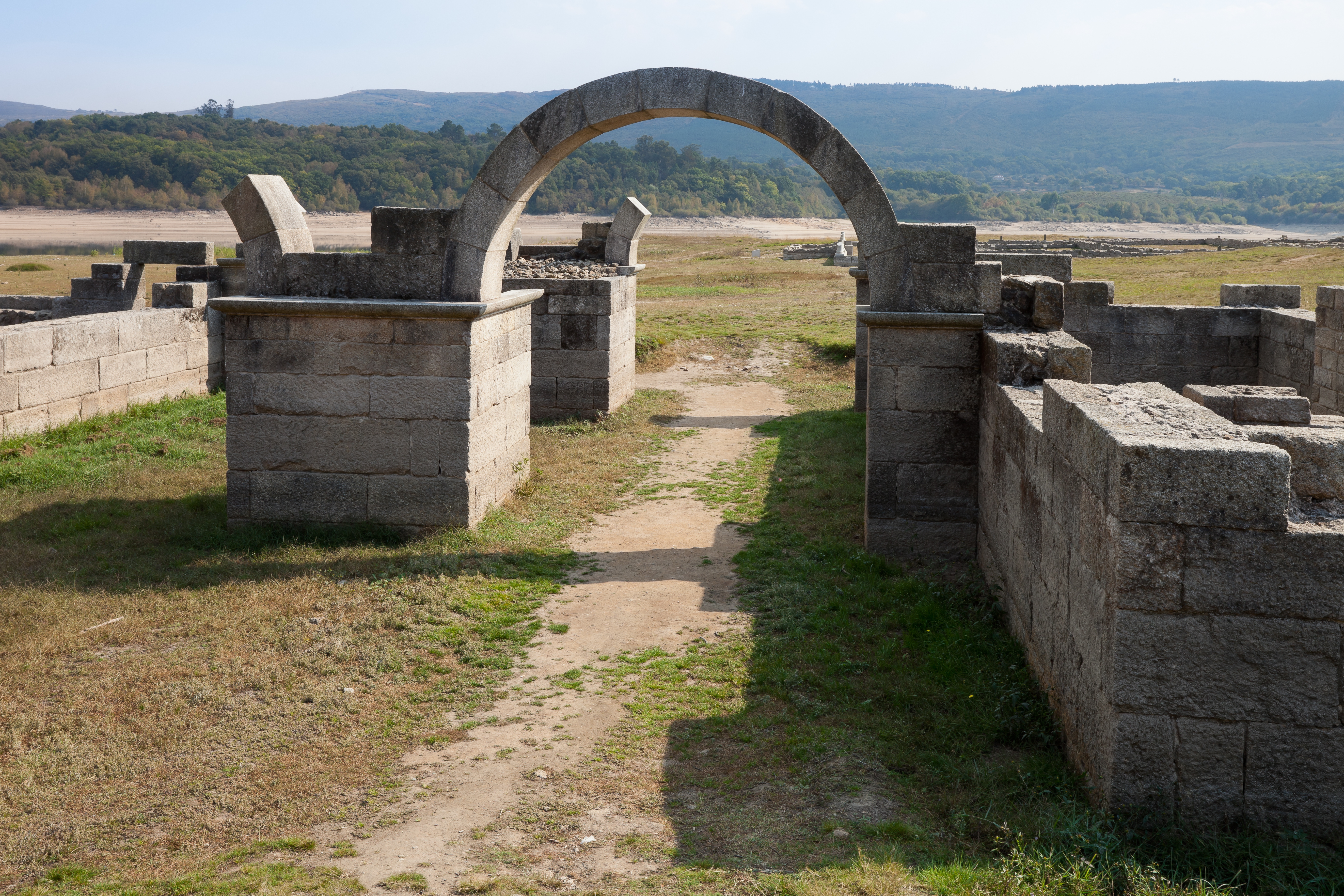
Yacimiento Aquis Querquennis